# Rastatter Nachrichten
Die Rastatter Nachrichten gehörten zu den ersten Zeitungen, die nach dem Zweiten Weltkrieg in der französischen Besatzungszone wieder zugelassen wurden. Sie erschienen ab dem 23. August 1945 und gingen 1946 im Süd-West-Echo (Teilausgabe Rastatt) auf. 1947 erfolgte schließlich auf Anordnung der französischen Militärregierung die Einstellung zugunsten der Südwestdeutschen Volkszeitung.

## Geschichte
Die  Rastatter Nachrichten standen in der Tradition des bereits seit 1806 erscheinenden Rastatter Wochenblattes. Dieses war 1896 im Rastatter Tageblatt aufgegangen. Im Jahr 1943 wurden zahlreiche Tageszeitungen eingestellt, um Ressourcen für den Krieg zu sparen. Davon war auch das traditionsreiche Rastatter Tageblatt betroffen.
Die 1945 neu gegründeten, zweimal wöchentlich erscheinenden Rastatter Nachrichten entsprachen geradezu idealtypisch der französischen Pressepolitik. Den Deutschen sollte durch die regionale Presse verdeutlicht werden, dass der Nationalsozialismus für die Niederlage und die Zustände in Deutschland verantwortlich war. Darüber hinaus sollten die Zeitungen über die Ereignisse in der Welt und in Deutschland berichten und lokale Nachrichten und Kleinanzeigen aus der Region abdrucken.
1947 reorganisierte die französische Militärverwaltung die Presseerzeugnisse. Anders als in der amerikanischen und britischen Zone ließen die Franzosen dezidierte Parteizeitungen zu. Diesen wurden 20 % der Papiermenge zugeteilt. Um diese Zuteilung zu erfüllen, mussten kleinere Regionalzeitungen eingestellt werden, so auch die Rastatter Nachrichten. Infolgedessen wurden die Rastatter Nachrichten eingestellt. Die Leser erhielten stattdessen die Südwestdeutsche Volkszeitung aus Freiburg.
Ab 1951 trat das Badische Tagblatt an die Stelle der Rastatter Nachrichten.